# Wojciech Łobodziński
Wojciech Łobodziński (Bydgoszcz, 20 ottobre 1982) è un ex calciatore polacco, di ruolo centrocampista.

## Carriera

### Club
Ha iniziato a giocare nello Zawisza Bydgoszcz, prima di trasferirsi in seconda divisione al Petro Płock, poi divenuto Orlen Płock e Wisła Płock. Dopo essere stato promosso con la sua squadra, fu ceduto allo Zagłębie Lubin, con cui vinse il titolo nazionale. Dal 2008 milita nel Wisła Cracovia, con cui ha conquistato nuovamente il titolo.

### Nazionale
Fece parte della selezione polacca Under-16 piazzatasi seconda nel Campionato europeo di categoria del 1999 e della selezione polacca Under-118 vincitrice del Campionato europeo di categoria nel 2001.
Debuttò in Nazionale nel dicembre 2006 e, nella sua prima partita ufficiale nelle qualificazioni al campionato europeo di calcio 2008, segnò una rete contro l'Azerbaigian. Ha partecipato al campionato d'Europa 2008.